# Campionat d'Irlanda de ciclisme en ruta

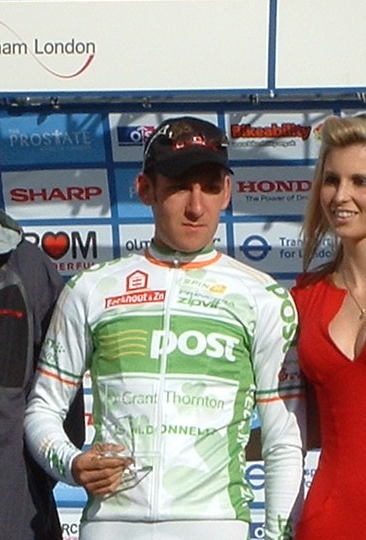
Matt Brammeier amb el mallot de Campió d'Irlanda

El Campionat d'Irlanda de ciclisme en ruta s'organitza anualment per determinar el campió ciclista de la República d'Irlanda en la modalitat. Encara que anteriorment s'havia disputat de manera amateur, no és fins al 1997 que està reservat a ciclistes professionals.
El títol s'atorga al vencedor d'una única carrera en ruta. El vencedor obté el dret a portar un mallot amb els colors de la bandera irlandesa fins al campionat de l'any següent quan disputa proves en ruta.

## Palmarès masculí
| Any  | Primer            | Segon                  | Tercer             |
| 1997 | Morgan Fox        | David McCann           | Raymond Clarke     |
| 1998 | Raymond Clarke    | David McCann           | Ian Chivers        |
| 1999 | Tommy Evans       | Brian Kenneally        | Mark Scanlon       |
| 2000 | David McCann      | Brian Kenneally        | Mark Scanlon       |
| 2001 | David McCann      | Mark Scanlon           | Patrick Moriarty   |
| 2002 | Mark Scanlon      | Ciaran Power           | Tommy Evans        |
| 2003 | Mark Scanlon      | David Lynch            | David O'Loughlin   |
| 2004 | David O'Loughlin  | David McCann           | Nicolas Roche      |
| 2005 | David O'Loughlin  | Mark Scanlon           | David McCann       |
| 2006 | David McCann      | Ciaran Power           | Paídi O'Brien      |
| 2007 | David O'Loughlin  | Paídi O'Brien          | Mark Cassidy       |
| 2008 | Daniel Martin     | Paídi O'Brien          | Brian Kenneally    |
| 2009 | Nicolas Roche     | David O'Loughlin       | Paídi O'Brien      |
| 2010 | Matthew Brammeier | Nicolas Roche          | Daniel Martin      |
| 2011 | Matthew Brammeier | Daniel Martin          | David McCann       |
| 2012 | Matthew Brammeier | Nicolas Roche          | Philip Lavery      |
| 2013 | Matthew Brammeier | Philip Lavery          | Damien Shaw        |
| 2014 | Ryan Mullen       | Sean Downey            | Paídi O'Brien      |
| 2015 | Damien Shaw       | Edward Dunbar          | Conor Dunne        |
| 2016 | Nicolas Roche     | Matthew Brammeier      | Michael O'Loughlin |
| 2017 | Ryan Mullen       | Christopher McGlinchey | Conor Dunne        |
| 2018 | Conor Dunne       | Darnell Moore          | Mark Downey        |
| 2019 | Sam Bennett       | Edward Dunbar          | Ryan Mullen        |
| 2020 | Ben Healy         | Nicolas Roche          | Darragh O'Mahony   |
| 2021 | Ryan Mullen       | Daire Feeley           | Conn McDunphy      |
| 2022 | Rory Townsend     | Cormac McGeough        | Ben Healy          |
| 2023 | Ben Healy         | Rory Townsend          | Sam Bennett        |
| 2024 | Darren Rafferty   | Dillon Corkery         | Rory Townsend      |
| 2025 | Rory Townsend     | Jamie Meehan           | Patrick Casey      |

### Palmarès sub-23
| Any  | Primer             | Segon             | Tercer             |
| 1997 | Michael McNeena    |                   | Simon Coughlan     |
| 1998 | Ciarán Power       | John McCarthy     | Diarmuid Carew     |
| 1999 | David McQuaid      | Stephen Gallagher | Gary McQuaid       |
| 2000 | David O'Loughlin   |                   |                    |
| 2001 | Thomas Hogan       |                   |                    |
| 2002 | Dermot Nally       | Denis Lynch       | Conor Murphy       |
| 2003 | Denis Lynch        | Paidi O'Brien     | Conor Murphy       |
| 2004 | Nicholas Roche     | Philip Deignan    | Paidi O'Brien      |
| 2005 | Paidi O'Brien      | Tim Cassidy       | Michael Concannon  |
| 2006 | Paidi O'Brien      | Dan Martin        | Mark Cassidy       |
| 2007 | Mark Cassidy       | Martyn Irvine     | Adam Armstrong     |
| 2008 | Dan Martin         | Adam Armstrong    | Derek Burke        |
| 2009 | Seán Downey        | Ronan McLaughlin  | Philip Lavery      |
| 2010 | Sam Bennett        | Dominic Jelfs     | Thomas Martin      |
| 2011 | Sam Bennett        | Philip Lavery     | Aaron Buggle       |
| 2012 | Philip Lavery      | Seán Downey       | Jack Wilson        |
| 2013 | Jack Wilson        | Cormac Clarke     | Conor Dunne        |
| 2014 | Ryan Mullen        | Jack Wilson       | Conor Dunne        |
| 2015 | Edward Dunbar      | Daniel Stewart    | Sean Hahessy       |
| 2016 | Michael O'Loughlin | Mark Downey       | Daire Feeley       |
| 2017 | Michael O'Loughlin | Angus Fyffe       | Ryan Reilly        |
| 2018 | Darnell Moore      | Mark Downey       | Michael O'Loughlin |
| 2019 | Darragh O'Mahony   | Ben Healy         | Marc Heaney        |

## Palmarès femení
| Any  | Primera        | Segona           | Tercera          |
| 1997 | Sue McMaster   |                  |                  |
| 1998 | Susan O'Mara   | Claire Moore     | Jane McGoey      |
| 1999 | Geraldine Gill | Marie Reilly     | Susan O'Mara     |
| 2000 | Geraldine Gill | Susan O'Mara     | Lorraine Manning |
| 2001 | Geraldine Gill | Susan O'Mara     | Debbie Booth     |
| 2002 | Geraldine Gill | Lorraine Manning | Louise Moriarty  |
| 2003 | Geraldine Gill | Colette Swift    | Karen Bothwell   |
| 2004 | Julie O'Hagan  | Colette Swift    | Roisin Kennedy   |
| 2005 | Siobhan Dervan | Trudy Brown      | Louise Moriarty  |
| 2006 | Siobhan Dervan | Louise Moriarty  | Heather Wilson   |
| 2007 | Siobhan Dervan | Jenny Fay        | Louise Moriarty  |
| 2008 | Siobhan Dervan | Louise Moriarty  | Heather Wilson   |
| 2009 | Heather Wilson | Olivia Dillon    | Mary Costello    |
| 2010 | Olivia Dillon  | Siobhan Horgan   | Fiona Meade      |
| 2011 | Siobhan Horgan | Louise Moriarty  | Caroline Ryan    |
| 2012 | Melanie Späth  | Siobhan Horgan   | Olivia Dillon    |
| 2013 | Melanie Späth  | Siobhan McNamara | Mary Costello    |
| 2014 | Fiona Meade    | Olivia Dillon    | Louise Moriarty  |
| 2015 | Lydia Boylan   | Lydia Gurley     | Olivia Dillon    |
| 2016 | Lydia Boylan   | Eve McCrystal    | Fiona Meade      |
| 2017 | Lydia Boylan   | Lauren Creamer   | Ellen McDermott  |
| 2018 | Eve McCrystal  | Lydia Gurley     | Kelly Murphy     |
| 2019 | Alice Sharpe   | Imogen Cotter    | Katherine Smyth  |
| 2020 | Lara Gillespie | Eve McCrystal    | Ellen Mcdermott  |
| 2021 | Imogen Cotter  | Megan Armitage   | Linda Kelly      |
| 2022 | Alice Sharpe   | Mia Griffin      | Fiona Mangan     |
| 2023 | Lara Gillespie | Caoimhe O'Brien  | Megan Armitage   |
| 2024 | Fiona Mangan   | Grace Reynolds   | Lara Gillespie   |
| 2025 | Mia Griffin    | Caoimhe O'Brien  | Marine Lenehan   |